# Hans Schmidinger (Politiker)
Johann „Hans“ Schmidinger (* 12. Mai 1926 in Sankt Georgen bei Salzburg; † 25. März 2010) war ein österreichischer Politiker (ÖVP).

## Leben
Nach dem Besuch der Volks- und Hauptschule absolvierte Schmidinger von 1941 bis 1944 die Lehrerbildungsanstalt Salzburg. Er war Mitglied der katholischen Schülerverbindung K.Ö.St.V. Sighartstein zu Neumarkt im MKV. In den letzten Monaten des Zweiten Weltkriegs wurde zur deutschen Wehrmacht eingezogen. 1944 geriet er in Kriegsgefangenschaft, aus der er 1945 heimkehrte. Schmidinger wählte danach den Beruf des Lehrers, arbeitete von 1947 bis 1948 als Volksschullehrer an einer Schule in Hintersee, ehe er ab 1948 als Direktor die Volksschule in Thalgau leitete. Im Juli 1983 ging er in den Ruhestand.

## Politik
Schmidinger, der Mitglied der Österreichischen Volkspartei (ÖVP) war, wurde 1954 in den Gemeinderat seiner Heimatgemeinde Thalgau gewählt. Von 1959 bis 1963 noch Vizebürgermeister, erfolgte im Februar 1963 seine Wahl zum Bürgermeister. Er blieb 29 Jahre, bis Januar 1992, Ortsvorsteher von Thalgau. Bereits im Juli 1959 wurde er als Abgeordneter der ÖVP in den Salzburger Landtag gewählt; er hatte sein Mandat ebenfalls 30 Jahre lang, bis Mai 1989, inne. 1968 wurde er zum Klubvorsitzenden seiner Partei gewählt, und im Jahr 1974 zum Landtagspräsidenten.

## Ehrungen und Auszeichnungen
- 1969: Goldenes Ehrenzeichen für Verdienste um die Republik Österreich
- 1976: Gemeindevertretermedaille in Gold
- 1979: Großes Goldenes Ehrenzeichen mit dem Stern für Verdienste um die Republik Österreich
- 1983: Persönlich gewidmeter Glaspokal des Landeshauptmannes (Wilfried Haslauer senior)
- 1984: Großes Ehrenzeichen des Landes Salzburg
- 1985: Berufstitel Oberschulrat
- 1986: Ring des Landes Salzburg
- 1989: Großes Silbernes Ehrenzeichen am Bande für Verdienste um die Republik Österreich
- 1992: Ehrenbürgerschaft der Gemeinde Thalgau